# Thomas Howard (1er comte de Suffolk)
Pour les articles homonymes, voir Thomas Howard.
Thomas Howard (24 août 1561 – 28 mai 1626), 1er comte de Suffolk, aussi baron Howard de Walden, chevalier de la Jarretière, amiral et homme d'État, est proche conseiller du roi Jacques, lord-chambellan puis lord-trésorier de la couronne d'Angleterre.

## Jeunesse
Fils de Thomas Howard, 4e duc de Norfolk, par son second mariage avec lady Margaret Audley, il hérite en 1564 les terres matrilinéaires, dont le manoir de Walden. Sur les instances de son père, en attente de son exécution à la tour de Londres (1572), Thomas épousa sa belle-sœur Mary, fille de Thomas Dacre (4e baron Dacre), et de la troisième femme du duc de Norfolk, Elizabeth Leyburne (en). Mais sa femme meurt sans enfant en avril 1578 à Saffron Walden.
En 1583, Howard se remarie avec Katherine Knyvet, veuve de Richard Rich, héritier du 2e baron Rich. Cette femme réputée pour sa beauté est aussi l'aînée et l'héritière de sir Henry Knyvet, de Charlton. Le couple a quatorze enfants :
- Theophilus Howard (1584–1640), 2e comte de Suffolk
- Elisabeth Howard († 17 avril 1658), épouse William Knollys (comte de Banbury), en seconde Edward, baron Vaux d'Harrowden
- Robert Howard (1584–1653), qui épousa Catherine, fille d'Henry Nevill (baron Bergavenny)
- Gertrude Howard (née v. 1585)[4]
- William Howard (1587 † avant 1672)
- Catherine Howard (v. 1588–1673), qui épousa William Cecil, 2e comte de Salisbury, le 1er décembre 1608
- Thomas Howard (1589–1669), 1er comte de Berkshire
- Emilie Howard (née en 1589)[4]
- Frances Howard (1591–1632), qui épousa Robert Devereux, 3e comte d'Essex, vers 1605, en divorça en 1613, puis épousa sir Robert Carr, cr. comte de Somerset, le 26 décembre 1613
- Charles Howard (1591–1622), qui épousa Mary FitzJohn
- Henry Howard (1592–1616), qui épousa Elisabeth Bassett
- John Howard († 1595)[4]
- Edward Howard († 1675), cr. baron Howard d'Escrick
- Margaret Howard (1599 † 1608)

## Exploits navals
En décembre 1584, il est anobli Lord Thomas Howard en titre. Quatre ans plus tard, il commande le Golden Lion lors de l'attaque de l’Armada : le 25 juillet 1588, ce navire est l'un des trois galions anglais à contre-attaquer les galéasses qui couvraient le Sainte Anne. En reconnaissance de cet exploit, son parent le baron Howard d'Effingham l'arme chevalier le lendemain à bord de l’Ark Royal.

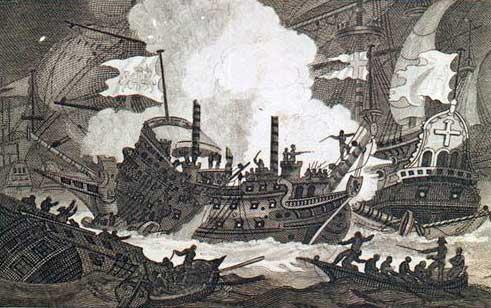
La Fin du Revenge (grav. 1804).

In 1591, on l'envoie à la tête d'une escadre sur les Açores pour intercepter le convoi espagnol des Amériques. Mais un premier convoi est déjà parvenu en Espagne lorsqu'il atteint les Açores, et le second convoi n'est pas attendu avant septembre. Contraint de débarquer pour soigner des hommes malades et effectuer diverses réparations, il eut à peine le temps de remettre ses navires à flot lorsque ses éclaireurs lui apprennent qu'une voile espagnole est en vue de l’île Florès ; or les navires qu'il s'apprête à combattre ne sont pas un convoi, mais une escadre partie de Ferrol pour l'anéantir. Le 10 septembre, Howard parvient à sauver sa flotte grâce au sacrifice de son vice-amiral, l’impétueux Sir Richard Grenville qui à bord du Revenge, affronte seul 53 galions ennemis avant de saborder son navire.
En 1596, Howard est vice-amiral aux côtés de sir Robert Devereux lors du deuxième raid contre Cadix (le premier datait de 1587). Favori de la reine Élisabeth, il est nommé chevalier de la Jarretière en avril 1597, et au mois de juin suivant il repart pour les Açores (mais une fois encore sans succès) à la tête d'une expédition qu'il a en partie subventionnée.

## Carrière politique
Il est très malade lorsqu’à l’automne 1597, la Chambre des lords l’admet dans ses rangs en tant que baron Howard de Walden. Convalescent, il ne peut se présenter au parlement avant janvier 1598. Le 2 février 1598, il devient membre honoraire de la Gray's Inn. En 1599, il commande la flotte anglaise au large des Downs, puis après avoir maté la révolte du comte d'Essex, reçoit la charge honorifique de connétable de la tour de Londres le 13 février 1601. À ce titre, il est membre du jury qui condamne Essex et son comparse, Henry Wriothesley (3e comte de Southampton). Impliqué en permanence dans la guerre de course, il ne devait jamais rentrer dans ses frais à cet égard. Toujours à cette époque, il prêta serment de grand-steward de l’université de Cambridge, charge qu'il détiendra jusqu'en 1614 (il est nommé MA de Cambridge en 1605).
Ami de Robert Cecil, il prit les fonctions de lord-chambellan à la fin de 1602, et était de la cour d'Elisabeth dans les dernières semaines de son règne (janvier 1603), à la chartreuse de Londres. Sous le règne du roi Jacques, Howard entra d'emblée dans le cercle des favoris, confirmé en tant que lord-chambellan le 6 avril 1603 puis conseiller privé le 7 avril. Puis le 21 juillet 1603, il était élevé au rang de comte de Suffolk. Il fut en outre choisi pour composer la commission de création de l’ordre du Bain, et de 1604 à 1618 pour la recréation des comtes-maréchaux (Earl Marshal). Lord-lieutenant du Cambridgeshire depuis plusieurs années, il fut affecté lord-lieutenant du Suffolk en 1605.
Lors des pourparlers de paix de 1604, Suffolk accepta un cadeau de l'ambassadeur en Espagne, mais c'est surtout sa femme, activiste catholique, qui s'avéra une informatrice précieuse pour le diplomatie étranger. Intéressée, elle alla jusqu'à accepter une pension annuelle de 1 000 £ de la couronne d'Espagne. Moins impliqué que son épouse, Suffolk subissait néanmoins son influence en matière politique, ce qui devait lui coûter cher par la suite.
À partir de 1605, Robert Cecil (désormais comte de Salisbury), le comte de Suffolk, Henry Howard (comte de Northampton), et Edward Somerset (comte de Worcester) étaient les seuls conseillers de Jacques Ier. Suffolk et Salisbury furent informés par le baron Monteagle de la conspiration des Poudres, ce qui permit à Suffolk d'inspecter les caves, et de découvrir les tonnelets de poudre cachés sous des fascines. Dans la soirée, Sir Thomas Knyvet, gardien du Palais (qui était d'ailleurs un beau-frère de Suffolk) mena plusieurs interrogatoires, éventant ainsi le complot. Suffolk fut tout naturellement choisi pour arrêter et juger les conjurés.
Ravalé par Jacques Ier, avec les comtes de Salisbury et de Northampton, dans le « trio des valets » (trinity of knaves), le souverain voyait pourtant en Thomas Howard un homme loyal et fiable. En décembre 1608, le fils aîné et héritier du comte de Salisbury, William Cecil, épousa la troisième fille d'Howard, Catherine. Le comte de Salisbury, qui devai mourir en 1612, rendit hommage à l’amitié du comte de Suffolk dans son testament ; peu après, Suffolk fut nommé parmi les lords du Trésor. Malgré son dédain pour Sir Robert Carr, le favori du roi, Thomas Howard appuya la demande en divorce de sa fille Frances qui voulait l'épouser. Elle se remaria en décembre 1613, peu après l'élévation de son futur mari au rang de comte de Somerset.
Le 8 juillet 1614, le comte de Suffolk devint chancelier de l’université de Cambridge en remplacement de son cousin le comte de Northampton. Le 11 juillet 1614, il devint Lord trésorier tandis que son beau-fils, le comte de Somerset, lui succédait au poste de lord-chambellan : Suffolk et sa famille étaient alors au faîte de leur puissance.
Mais en 1615, la disgrâce du comte de Suffolk s'amorça. Jacques Ier s'entichait désormais de Sir George Villiers, cependant que la fille du comte de Suffolk, Frances, désormais comtesse de Somerset, était impliquée dans l’empoisonnement de Sir Thomas Overbury. Suffolk fut accusé de complicité avec le comte de Somerset par Jacques Ier pour entrave à l’enquête, mais parvint cette fois à se laver des soupçons. Toutefois, il commit une erreur en tentant de saper la faveur croissante du duc de Villiers : il introduisit à la cour un rival destiné à supplanter Villiers auprès du roi. Or, non seulement cette manœuvre échoua complètement, mais elle déchaîna chez Villiers, devenu entretemps (1618) marquis de Buckingham, un désir de vengeance : ce dernier entreprit d'attaquer le comte sur sa gestion du Trésor.
Les finances du comte de Suffolk avaient à vrai dire toujours été chancelantes. Ses investissements dans la guerre de course et le commerce l’avaient chaque fois mené au bord de la faillite, malgré les aides substantielles de la reine Élisabeth. Sous le règne du roi Jacques, sa situation s'était rétablie par sa préséance à la cour, qui outre le logis et le couvert, lui apportait de confortables émoluments, ainsi que la restitution de plusieurs terres que la Couronne avait confisquées à son père. Il réinvestit une partie de ces biens dans l’achat de nouvelles terres en Est-Anglie, tout en bénéficiant de la perception des droits seigneuriaux et de legs de ses parents. Contraint de mettre en vente en 1611 son hôtel particulier, la chartreuse de Londres, il put s'installer dès 1614 dans l'hôtel qu'il avait hérité des comtes de Northampton à Charing Cross. Mais le comte de Suffolk aggrava sa situation en se lançant dans d'extravagants programmes immobiliers : Audley End House, construite entre 1603 et 1616, devint le plus grand hôtel particulier d'Angleterre. Il ajouta au manoir de Charing Cross une nouvelle aile somptueuse, tandis que sa femme faisait aménager les jardins de Charlton Park sur les grandes domaines des Knyvett dont elle venait d'hériter, et leurs enfants n'étaient pas en reste : Thomas Howard dépensa des sommes considérables pour qu'ils puissent tenir leur rang à la cour, et accordait des dots généreuses à ses filles. Cette stratégie du paraître, si elle s'avéra fructueuse sur le plan politique, endetta le comte jusqu'à un déficit en 1618 de 40 000 £ de prêts et d'hypothèques diverses. Ses appointements de lord-trésorier avaient pu rétablir sa situation financière en 1614, mais ni les facilités accordées aux fermiers ni les accords occultes contractés avec eux ne suffirent à combler ses déficits : ce devait être le prétexte à sa chute politique.

## Arrestation et disgrâce
Par l'entremise du comte de Buckingham, Jacques Ier fut mis au fait des agissements du lord-trésorier ; d'un poids particulier furent les allégations selon lesquelles la comtesse de Suffolk rançonnait les créanciers de la Couronne, leur extorquant encore de l'argent avant même qu'ils aient pu percevoir le moindre remboursement. Le comte de Suffolk fut d'abord destitué de sa charge de Trésorier en juillet 1618 ; puis au début de 1619, sa femme contracta la variole qui ravagea son visage réputé pour sa beauté, tandis que le comte de Suffolk lui-même plaida la maladie pour se soustraire au procès. En vain : au mois d'octobre 1619, Thomas Howard, sa femme et leur protégé, sir John Bingley, avoué de l'Échiquier, furent inculpés de divers chefs de corruption devant la Chambre étoilée. Le procureur, sir Francis Bacon, compara Lady Suffolk à une boutiquière tenant la caisse tandis que son apprenti, Bingley, criait dehors « Il en manque? ». Le 13 novembre 1619, le trio fut reconnu coupable de tous les chefs d'accusation. On leur infligea une amende de 30 000 £, et une peine de prison laissée à la discrétion du Roi.
Au bout de dix jours de détention, Suffolk et sa femme furent libérés ; ils firent appel à Buckingham pour qu'il intercède en leur faveur. Bien que le comte de Suffolk continuât d'irriter Jacques Ier par des manœuvres juridiques visant à éviter la saisie de ses biens, le duc de Buckingham entendait se montrer magnanime envers un rival dont la faveur était à présent réduite à néant. Buckingham ménagea à Suffolk une audience auprès du roi, et l'amende fut ramenée à 7 000 £. En 1623, le plus jeune fils du comte de Suffolk, Edward épousa une nièce du duc de Buckingham, Mary Boteler. Le comte de Suffolk, désormais exclu des hautes charges, continua de siéger à la Chambre des lords, et fut membre de deux commissions relatives aux affaires religieuses. Il mourut dans son hôtel de Charing Cross le 28 mai 1626 et fut inhumé le 4 juin à Saffron Walden.